# Station Verneuil-l'Étang
Station Verneuil-l'Étang is een spoorwegstation aan de spoorlijn Paris-Est - Mulhouse. Het ligt in de Franse gemeente Verneuil-l'Étang in het departement Seine-et-Marne (Île-de-France).

## Geschiedenis
Het station werd op 9 februari 1857 geopend door de compagnie des chemins de fer de l'Est bij de opening van de sectie Nogent-sur-Marne - Nangis. Het was van 1892 tot 1950 het eindpunt van de "ligne de Vincennes" richting station Bastille, die in 1892 vanuit Parijs verlengd was naar het station, maar 20 jaar later buiten dienst gesteld wegens een laag aantal reizigers. Verneuil was ook het eindstation van een oude tram richting Melun.

## Ligging
Het station ligt op kilometerpunt 52,461 van de spoorlijn Paris-Est - Mulhouse.

## Diensten
Het station wordt aangedaan door treinen treinen van Transilien lijn P tussen Paris-Est en Provins.

## Galerij

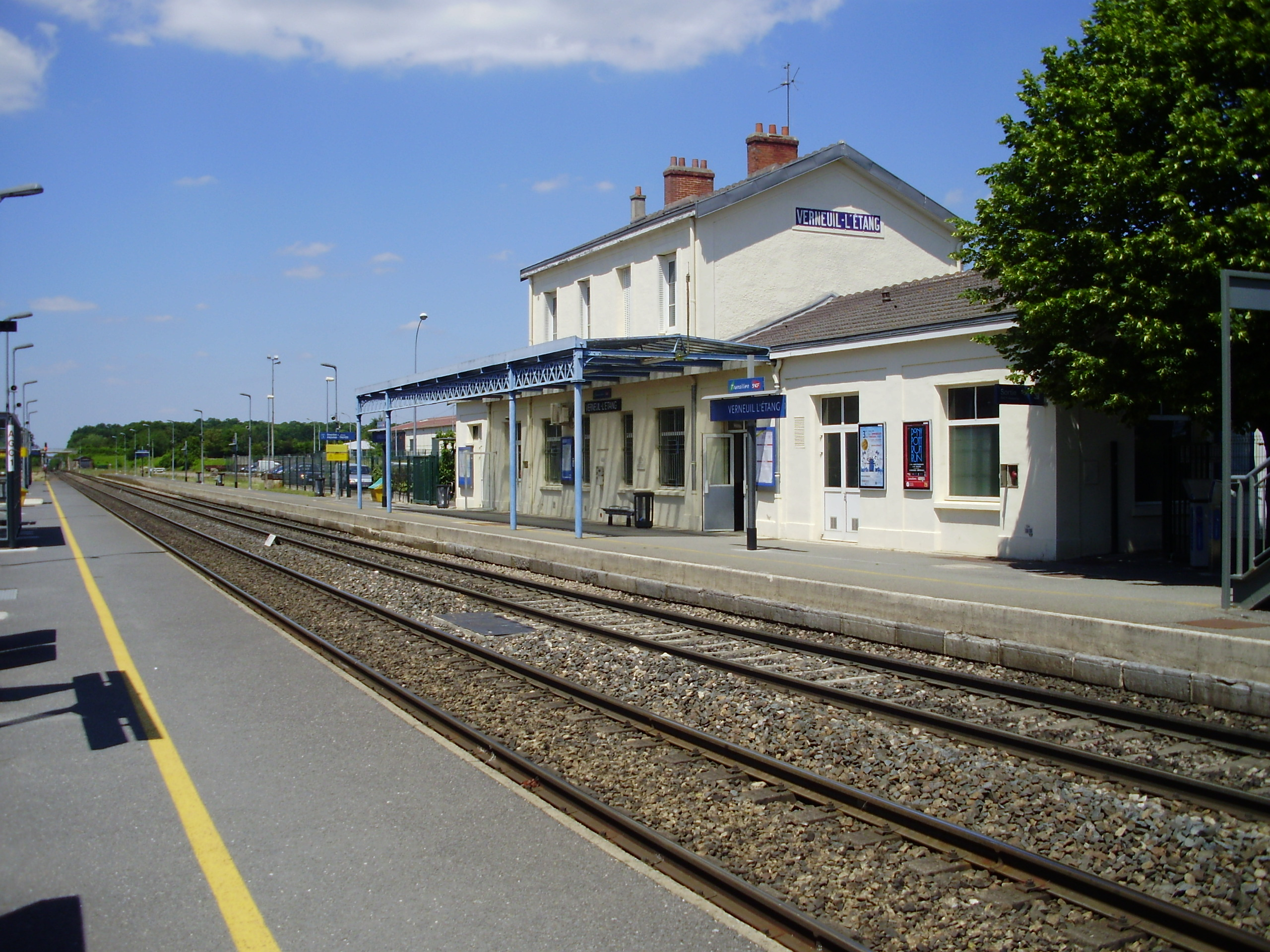
Perrons (zicht richting Parijs)
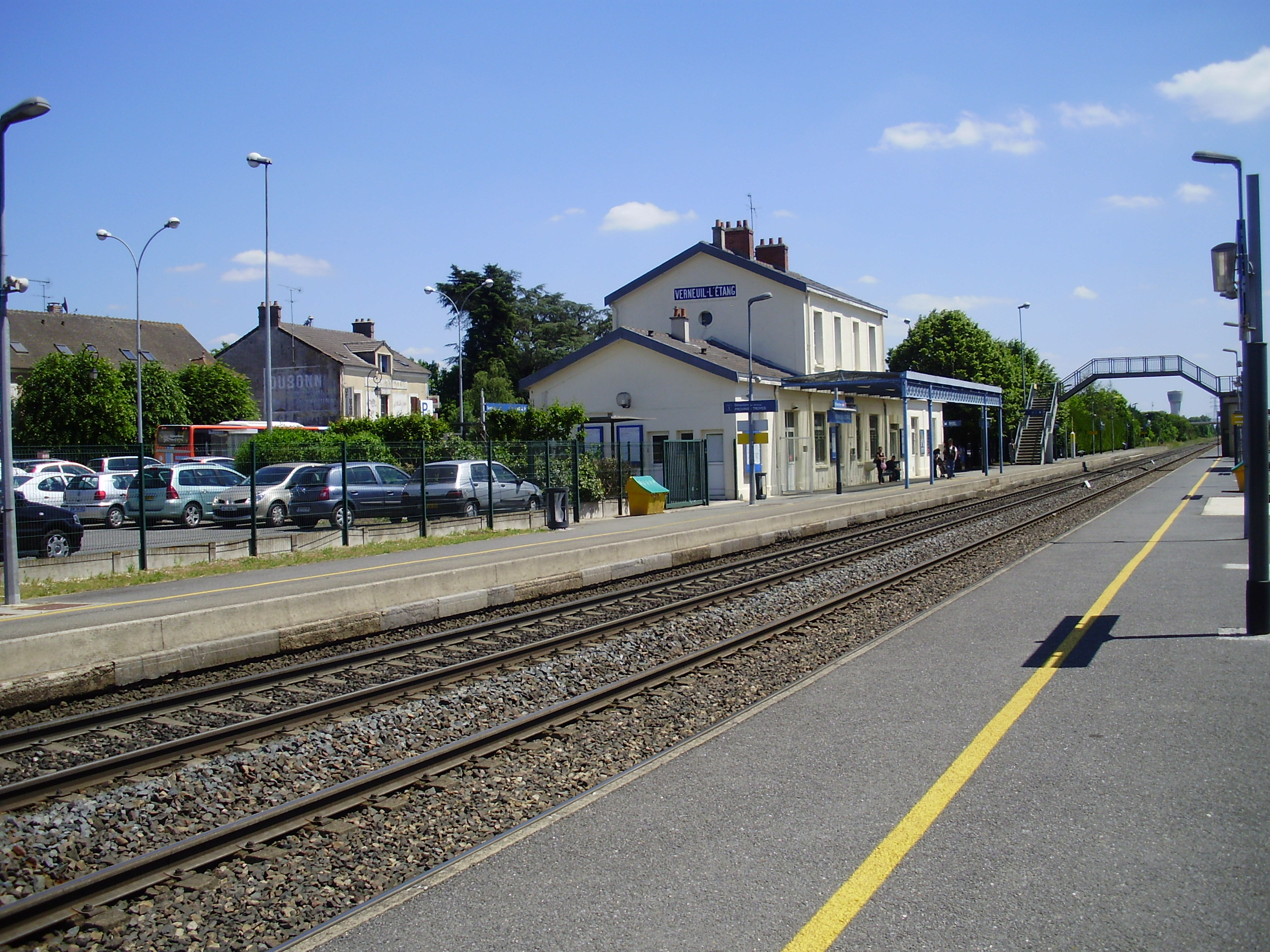
Perrons (zicht richting Longueville)

## Vorig en volgend station
| Richting  | Vorig station | Lijn    | Volgend station | Richting |
| --------- | ------------- | ------- | --------------- | -------- |
| Paris-Est | Paris-Est     | Trans P | Mormant         | Provins  |